# Кольонія (Щиценський повіт)
Кольонія (пол. Kolonia, нім. Grünwalde) — село в Польщі, у гміні Свентайно Щиценського повіту Вармінсько-Мазурського воєводства.
Населення — 780 осіб (2011).

## Демографія
Демографічна структура станом на 31 березня 2011 року:
|          | Загалом | Допрацездатний вік | Працездатний вік | Постпрацездатний вік |
| -------- | ------- | ------------------ | ---------------- | -------------------- |
| Чоловіки | 396     | 69                 | 281              | 46                   |
| Жінки    | 384     | 80                 | 232              | 72                   |
| Разом    | 780     | 149                | 513              | 118                  |